# 閃電 (航空機)
三菱 J4M 閃電
- 用途：戦闘機
- 分類：局地戦闘機
- 設計者：佐野栄太郎
- 製造者：三菱重工業株式会社
- 運用者： 大日本帝国海軍(予定)
- 生産数：0機
- 運用状況：計画段階で中止
- 原型機：雷電

閃電（せんでん）は太平洋戦争初期から中期にかけて日本海軍で計画されたレシプロ推進式の局地戦闘機（防空戦闘機）である。連合国のコードネームは「Luke」（ルーク）。

## 概要
1939年（昭和14年）に立案された海軍の実用機試製計画では、三菱十四試局地戦闘機（実用機試製計画番号M-20、後の雷電）に引き続く高性能局戦として、三菱十七試局地戦闘機（M-70）と中島十七試局地戦闘機（N-60）の試作が予定された。
そのときに海軍の出した要求は次の通りであった。
- 最高速度は時速 750 km以上であること。
- 上昇力は高度 8,000 mまで10分で到達できること。
- 武装は 30 mm機関銃 ×1、20 mm機関銃 ×2、30 kg又は 60 kg爆弾を二個搭載可能であること。

この非常に厳しい要求に対して考案されたのが双胴推進式の機体であった。
推進式のメリットは速度向上、武装の機首集中・前方視界良好等がある。推進式の機体はレシプロ戦闘機の性能の限界を打ち破る有効な方策として各国で研究された方式であったが、一方でプロペラが後方にあるためパイロットの脱出に危険が伴うこと、エンジン冷却の問題等課題もあった。
主翼は胴体との干渉抵抗が小さい中翼配置だったが、翼弦の40％位置を通る主桁は発動機を貫通するわけにいかず、発動機の外周を囲む強力な円框（フレーム）が主桁に代わって曲げ強度を負担する。このため胴体の直径は1.7ｍと非常に太い。似た形態のキ98は主翼桁を通すため低翼とし、胴体直径は1.45ｍである。
発動機は、当時陸上戦闘機用の高高度発動機として三菱で開発中のハ43-21型を推進式に改めたハ43-41型を装備することとし、エンジンの冷却については胴体を一周する形で空気取入口をコックピット後部とプロペラ前の二箇所に装備することで対応した。また水平尾翼は、プロペラの気流を逃れるために、主翼より高い位置に設置された。M-70は略符号“J4M1”、三菱十七試局地戦闘機として計画に着手されたが、開発中に海軍機への名称付与法が改められたため1943年（昭和18年）夏以降試製閃電と改称されている。
当初は胴体機首部をそのまま風防とした形状で設計が検討されていたが、途中より風防が胴体の上に突出した形に変更された。
エンジン冷却については、試験用の胴体を使った実験に成功し冷却能力確保の見通しが立った。しかし、肝心のエンジンの開発が遅れ、また風洞試験の結果水平尾翼がまだプロペラからの気流の影響で異常振動することが判明するなど、機体の実用化は困難な状況になってきた。この解決のため改修に時間がかること、計画当初から戦局が変化したこと、同じ推進式の機体と同じ発動機を備えながらより有望と思われる九州飛行機と海軍航空技術廠が開発を進める震電の将来性、実用化の時期などに有望な見通しが付いたため、閃電は機種整理の対象となり1944年（昭和19年）10月試作中止となった。
前述のように、これまでに経験のない高速を狙った機体を得るため敢えて未経験の双支持架推進式と推進式発動機配置を計画の根本に据え、結果的に長期の開発期間を要し、実用化への時期を逸してしまった機体計画であった。なお震電も問題解決に時間がかかり試験飛行中に終戦を迎えている。

## 諸元
計画値
- 試作名称： 十七試局地戦闘機・試製閃電
- 記号：J4M1
- 設計：三菱重工業株式会社
- 形式：中翼・双胴・推進式
- 乗員： 1
- 全長： 13.30 m
- 全幅： 12.50 m
- 全高：  3.50 m
- 主翼面積： 22.00 m2
- 全備重量： 4,400 kg
- 動力： 三菱ハ43-41型 空冷星型複列18気筒エンジン 一基
- 出力： 2200 HP
- プロペラ直径： 3.2m ドイツVDM社の6翅定速プロペラ（住友金属工業のライセンス生産）
- 最大速度： 759 km/h
- 巡航速度： 500 km/h
- 航続距離： 2時間20分
- 実用上昇限度： 12,000 m
- 上昇率： 8,000m/10'00"
- 武装： 機関銃 20mm機銃 ×2 ・30mm機銃 ×1
- 爆装： 30 kg爆弾 ×2